# 小行星4028
小行星4028（4028 Pancratz）是一颗围绕太阳公转的小行星。1982年2月18日，勞倫斯·G·塔夫（Laurence G. Taff）在索科罗发现了此天体。
这颗小行星的绝对星等为267.43814等。